# میرزا ابراهیم‌خان ملک‌آرائی
میرزا ابراهیم خان ملک آرائی (نامعلوم-درگذشت ۱۳۱۱) سیاست‌مدار ایرانی بود، که در دوره‌های  چهارم،  پنجم،  ششم،  هفتم و  هشتم به‌عنوان نماینده قزوین در مجلس شورای ملی حضور داشت.